# Oceania Rugby Junior Championship 2017
El Oceania Rugby Junior Championship del 2017 fue la tercera edición del torneo que organiza la Oceania Rugby.
Los partidos se llevaron a cabo en las instalaciones del Bond University de Gold Coast, Australia y volvió a tener 4 participantes: Australia, Nueva Zelanda y Samoa clasificados al Mundial Juvenil 2017 en Georgia mientras que Fiyi al Mundial Juvenil B del mismo año en Uruguay.
Nueva Zelanda consiguió el tricampeonato al finalizar el torneo con puntaje perfecto.

## Equipos participantes
- Selección juvenil de rugby de Australia (Junior Wallabies)
- Selección juvenil de rugby de Fiyi (Baby Flying Fijians)
- Selección juvenil de rugby de Nueva Zelanda (Baby Blacks)
- Selección juvenil de rugby de Samoa (Samoa M20)

## Posiciones
| Pos. | Equipo        | Encuentros | Encuentros | Encuentros | Encuentros | Tantos  | Tantos    | Tantos     | Puntos Bonus | Puntos Totales |
| Pos. | Equipo        | jugados    | ganados    | empatados  | perdidos   | a favor | en contra | diferencia | Puntos Bonus | Puntos Totales |
| ---- | ------------- | ---------- | ---------- | ---------- | ---------- | ------- | --------- | ---------- | ------------ | -------------- |
| 1    | Nueva Zelanda | 3          | 3          | 0          | 0          | 186     | 32        | + 154      | 3            | 15             |
| 2    | Australia     | 3          | 2          | 0          | 1          | 81      | 87        | - 6        | 2            | 10             |
| 3    | Samoa         | 3          | 1          | 0          | 2          | 82      | 152       | - 70       | 1            | 5              |
| 4    | Fiyi          | 3          | 0          | 0          | 3          | 56      | 134       | - 78       | 1            | 1              |

Nota: Se otorgan 4 puntos al equipo que gane un partido, 2 al que empate y 0 al que pierda

## Resultados

### Primera fecha
| 28 de abril | Nueva Zelanda | 63 - 3  | Fiyi |  |  |
|             |               | Reporte |      |  |  |

| 28 de abril | Australia | 43 - 20 | Samoa |  |  |
|             |           | Reporte |       |  |  |

### Segunda fecha
| 2 de mayo | Nueva Zelanda | 80 - 23 | Samoa |  |  |
|           |               | Reporte |       |  |  |

| 2 de mayo | Australia | 32 - 24 | Fiyi |  |  |
|           |           | Reporte |      |  |  |

### Tercera fecha
| 6 de mayo | Samoa | 39 - 29 | Fiyi |  |  |
|           |       | Reporte |      |  |  |

| 6 de mayo | Australia | 6 - 43  | Nueva Zelanda |  |  |
|           |           | Reporte |               |  |  |

| Bandera de Nueva Zelanda |
| Campeón Nueva Zelanda    |
| Tercer título            |